# Dictyna tyshchenkoi wrangeliana
Dictyna tyshchenkoi là một phân loài nhện trong họ Dictynidae.
Loài này thuộc chi Dictyna. Dictyna tyshchenkoi wrangeliana được Yuri M. Marusik miêu tả năm 1988.